# 1915

## Събития
- Начало на Арменския геноцид
- Бушува Първата световна война (1914-1918)

## Родени
- Димитър Лепавцов, български поет († 1982 г.)
- Никола Халачев, български футболист
- Стефан Калъчев, български футболист († 1957 г.)
- Крум Пиндов, канадски бизнесмен († 2013 г.)
- Николаос Мартис, гръцки политик и историк († 2013 г.)
- Панайот Георгиев, български политик († 1954 г.)
- Христо Шейнов, политик († 2003 г.)
- Шобна Самарт, индийска актриса
- 6 януари – Боню Ангелов, български филолог († 1989 г.)
- 12 януари – Петър Увалиев, български изкуствовед, критик, писател, публицист, семиолог († 1998 г.)
- 14 януари – Мари-Луиз фон Франц, швейцарска психоложка († 1998 г.)
- 20 януари – К. В. Керам, германски журналист и популяризатор на науката († 1972 г.)
- 21 януари – Андрей Малчев, български шахматист († 1994 г.)
- 1 февруари – Стенли Матюс, английски футболист († 2000 г.)
- 7 февруари – Теоктист, румънски патриарх († 2007 г.)
- 23 февруари – Пол Тибетс, американски генерал († 2007 г.)
- 27 февруари – Димитър Сагаев, български композитор († 2003 г.)
- 28 февруари – Питър Медауар, английски биолог и имунолог († 1987 г.)
- 3 март – Страшо Пинджур, македонски партизанин († 1943 г.)
- 5 март – Венко Марковски, български писател († 1988 г.)
- 11 март – Карл Кролов, немски поет и есеист († 1999 г.)
- 16 март – Кунихико Кодаира, японски математик († 1997 г.)
- 17 март – Тунджа 1915 Ямбол, български футболен клуб
- 4 април – Мъди Уотърс, американски музикант († 1983 г.)
- 7 април – Били Холидей, американска джаз певица († 1959 г.)
- 13 април – Щефан Хермлин, немски поет и белетрист († 1997 г.)
- 18 април – Кристо Темелко, албански политик
- 23 април – Кристине Буста, австрийска поетеса и белетристка († 1987 г.)
- 6 май – Орсън Уелс, американски режисьор († 1985 г.)
- 20 май – Моше Даян, израелски офицер и политик († 1981 г.)
- 8 юни – Робърт Йънг, американски писател († 1986 г.)
- 9 юни – Лес Пол, американски китарист († 2009 г.)
- 10 юни – Сол Белоу, американски писател († 2005 г.)
- 11 юни – Крум Милев, български футболист и треньор († 2000 г.)
- 1 юли – Уили Диксън, американски музикант († 1992 г.)
- 4 юли – Кристине Лавант, австрийска поетеса, белетристка и художничка († 1973 г.)
- 21 юли – Антон Павлов, съветски офицер († 1944 г.)
- 28 юли – Екатерина Ванкова, българска певица, изпълнител на стари градски песни († 1976 г.)
- 2 август – Ружа Делчева, българска актриса († 2002 г.)
- 20 август – Артър Порджис, американски писател († 2006 г.)
- 26 август – Борис Сафонов, съвенски военен пилот († 1942 г.)
- 27 август – Норман Рамзи, американски физик, Нобелов лауреат († 2011 г.)
- 21 септември – Стоян Едрев, военен деец на БРП(к), публицист и партизанин († 1944 г.)
- 5 октомври – Донка Паприкова, социален работник († 2006 г.)
- 6 октомври – Алис Тимандер, шведска зъболекарка и киноактриса († 2007 г.)
- 15 октомври – Ицхак Шамир, израелски политик, седми министър-председател на Израел († 2012 г.)
- 17 октомври – Артър Милър, американски драматург († 2005 г.)
- 20 октомври – Мирче Ацев, македонски партизанин († 1943 г.)
- 24 октомври – Боб Кейн, американски художник и писател († 1998 г.)
- 12 ноември – Ролан Барт, френски семиотик († 1980 г.)
- 25 ноември – Аугусто Пиночет, чилийски политик († 2006 г.)
- 7 декември – Илай Уолък, американски актьор († 2014 г.)
- 9 декември – Елизабет Шварцкопф, немска оперна певица († 2006 г.)
- 11 декември – Антон Попов, български журналист († 1942 г.)
- 12 декември – Франк Синатра, американски певец и актьор († 1998 г.)
- 15 декември – Панайот Розов, български футболист
- 17 декември – Робърт Дал, американски политолог († 2014 г.)
- 19 декември – Едит Пиаф, френска естрадна певица († 1963 г.)
- 20 декември – Азиз Несин, турски писател-сатирик († 1995 г.)
- 29 декември – Яко Молхов, български критик († 2001 г.)
- 25 август – Фота Сарафова, българска писателка († 1999 г.)

## Починали
- Георги Паунчев,
- Евстатий Попдимитров, български иконописец
- Иван Попов, български просветен деец
- Йован Долгач, сърбомански войвода
- 17 януари – Никола Образописов, български художник и иконописец (р. 1828 г.)
- 10 февруари – Георги Агура, български офицер и юрист (р. 1853 г.)
- 18 февруари – Стоян Новакович, сръбски учен и политик
- 21 април – Стефан Николов, български офицер и революционер
- 22 април – Яне Сандански, български революционер (р. 1872 г.)
- 26 април – Джон Бъни, американски комик и актьор (р. 1863 г.)
- 27 април – Александър Скрябин, руски композитор
- 9 май – Ярослав Вешин, чешки художник, творил в България
- 11 май – Йозеф Шмаха, български актьор, режисьор и педагог
- 20 юни – Йосиф I, екзарх български
- 2 юли – Порфирио Диас, мексикански политик (р. 1830 г.)
- 10 юли – Важа-Пшавела, грузински поет (р. 1861 г.)
- 16 юли – Елън Г. Уайт, американска религиозна писателка
- 20 август – Пол Ерлих, немски химик и лекар
- 15 октомври – Теодор Бовери, немски биолог
- 31 октомври – Димитър Думбалаков, български военен и революционер
- 6 ноември – Христо Чернопеев, български революционер
- 24 ноември – Стефан Кисов, български военен деец
- 11 декември – Антон Безеншек, словенски езиковед (р. 1854 г.)
- 23 декември – Артър Хюс, британски художник (р. 1832 г.)

## Нобелови награди
- Физика – Уилям Хенри Браг, Уилям Лорънс Браг
- Химия – Рихард Вилщетер
- Физиология или медицина – наградата не се присъжда
- Литература – Ромен Ролан
- Мир – наградата не се присъжда

Вижте също:
- календара за тази година